# Tufeștii de Sus
Tufeștii de Sus – wieś w Rumunii, w okręgu Jassy, w gminie Scânteia. W 2011 roku liczyła 289 mieszkańców.